# Stara Rzeka (koryto Warty)

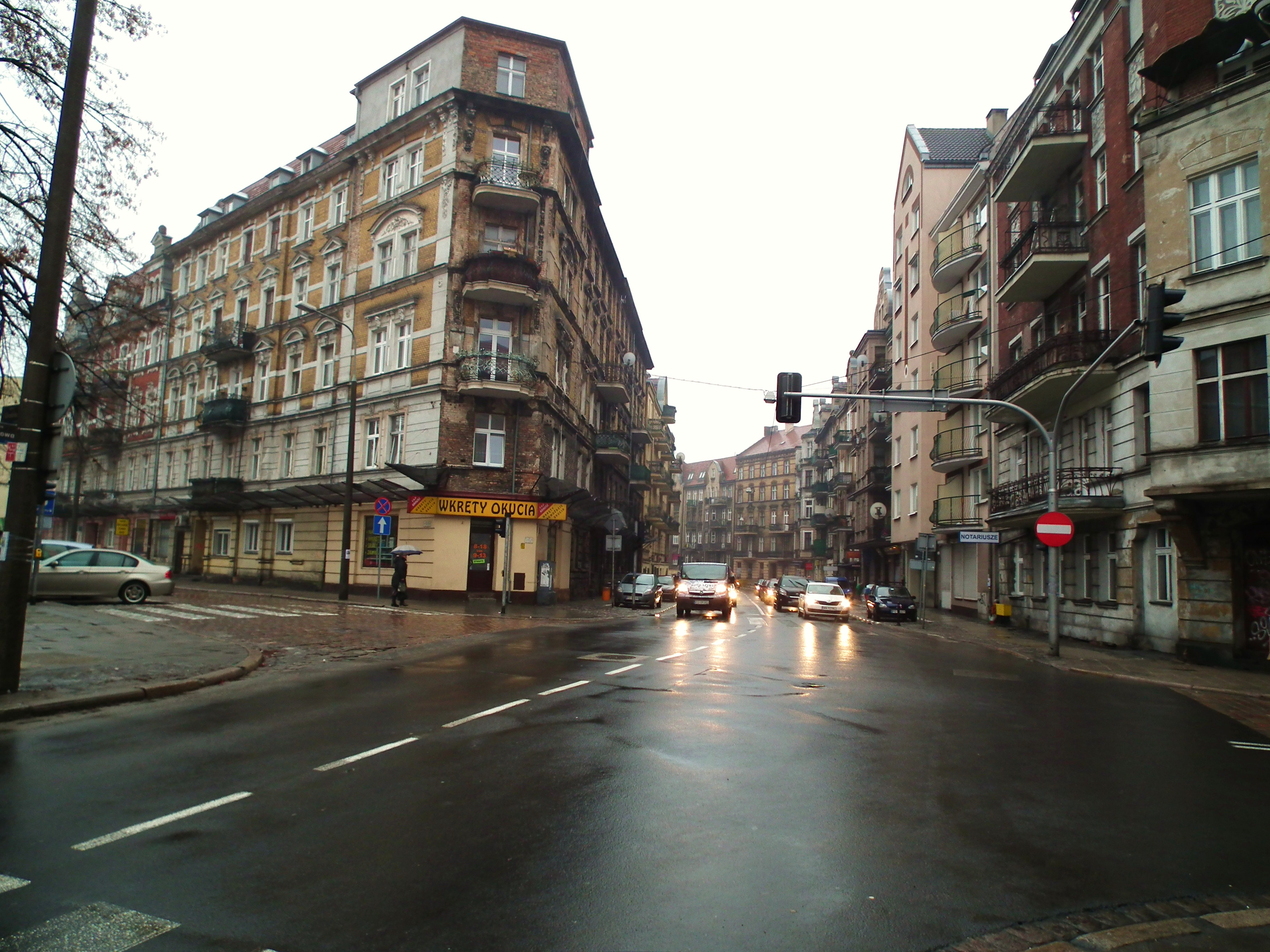
Ulica Mostowa – dawny bieg koryta. Po lewej – ulica Grobla, dawna główna ulica przedmieścia. W centrum – skrzyżowanie i miejsce dawnego mostu nad Starą Rzeką (w ciągu ulicy Grobla). W prawo trakt ku Bramie Wodnej

Stara Rzeka – nieistniejący odcinek (odnoga) starego koryta Warty, zlokalizowany w Poznaniu, pomiędzy Groblą, a Piaskami i Garbarami. W przybliżeniu przebieg Starej Rzeki wyznacza dziś ulica Mostowa.

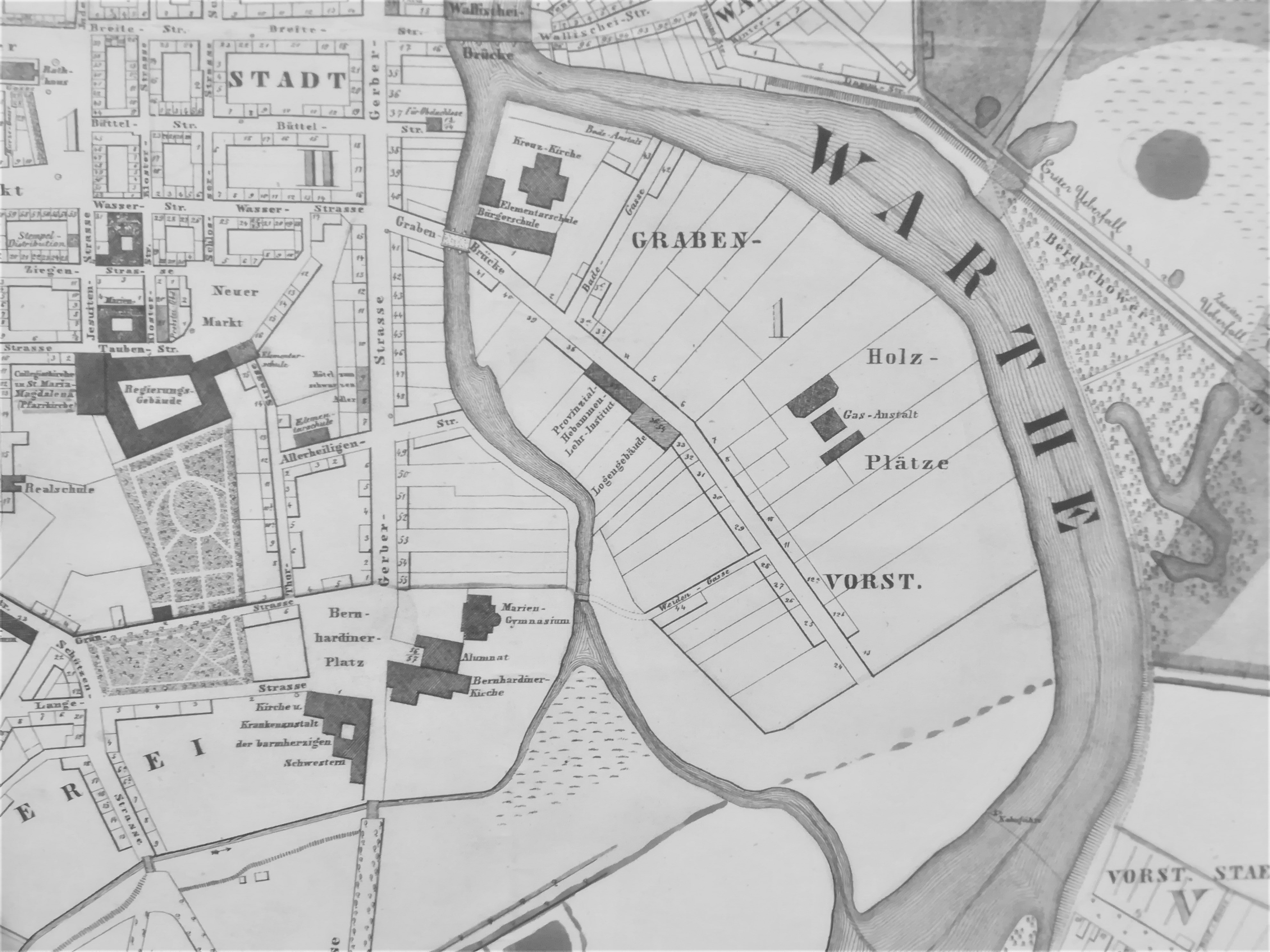
Grobla, Garbary i Stara Rzeka (w środku) na mapie z 1856

## Historia i przebieg
Od głównego nurtu Warty Stara Rzeka oddzielała się w rejonie dzisiejszego mostu św. Rocha, by śladem obecnej ulicy Mostowej obiegać Groblę od zachodu. W miejscu obecnego placu Międzymoście i kościoła Wszystkich Świętych łączyła się ze starym korytem Warty, będącym do 1968 głównym biegiem rzeki. Istnienie Starej Rzeki powodowało, że Grobla była wyspą. Na południe od kościoła Bożego Ciała przyjmowała jedyny dopływ – Strugę Karmelicką. W rejonie placu Bernardyńskiego łączyła się z fosą murów miejskich. Przez koryto Starej Rzeki przerzucony był most w ciągu ulicy Wodnej, łączący Stary Rynek z Groblą. 
Koryto traciło stopniowo na znaczeniu na rzecz głównego biegu rzeki, ulegało wypłycaniu i zwężaniu. Stało się miejscem zlewu miejskich ścieków i wyrzucania odpadków. Ostatecznie w latach 1885-1888 zostało zasypane. Rozebrano też wówczas most w kierunku Grobli. Główną rolę spławną przejęło zakole chwaliszewskie (tzw. stare koryto Warty), które również zlikwidowano w 1968.